# 里奧聖胡安 (瑪麗亞·桑其斯省)
里奧聖胡安（西班牙語：Río San Juan），是多明尼加共和國的城鎮，位於該國北部，由瑪麗亞·桑其斯省負責管轄，面積272.19平方公里，海拔高度5米，2012年人口16,998，人口密度每平方公里62人。